# Dungargarh
Dungargarh là một thành phố và khu đô thị của quận Churu thuộc bang Rajasthan, Ấn Độ.

## Nhân khẩu
Theo điều tra dân số năm 2001 của Ấn Độ, Dungargarh có dân số 44.707 người. Phái nam chiếm 51% tổng số dân và phái nữ chiếm 49%. Dungargarh có tỷ lệ 61% biết đọc biết viết, cao hơn tỷ lệ trung bình toàn quốc là 59,5%: tỷ lệ cho phái nam là 70%, và tỷ lệ cho phái nữ là 52%. Tại Dungargarh, 17% dân số nhỏ hơn 6 tuổi.